# Větrovec (Hanušovická vrchovina)
Větrovec (německy Widkopf nebo Windenberg) je kopec v moravské části podhůří Králického Sněžníku. Nadmořská výška je 785 m. Nachází se asi 1,3 km severovýchodně od středu vesnice Vysoká a asi 1,4 km SZ od kostela ve Vysokých Žibřidovicích.

## Hydrologie
Z jihozápadních svahů hory odtéká voda do Zeleného potoka, na severovýchod do Prudkého potoka, oblast se nachází v povodí Moravy.

## Vegetace
Vrcholová partie a části svahů (hlavně do údolí Zeleného potoka) jsou zalesněny, nejčastěji kulturními smrčinami. Na ostatních svazích se pak nachází louky.